# Kālāgarh
Kālāgarh är en ort i Indien.   Den ligger i distriktet Pauri Garhwal och delstaten Uttarakhand, i den norra delen av landet, 180 km nordost om huvudstaden New Delhi. Kālāgarh ligger 289 meter över havet och antalet invånare är 13 298.